# Sibel Balta
Sibel Balta ist Psychologin und freie Journalistin. Einem größeren Publikum ist sie als Wissenschaftsjournalistin an der Seite von Aiman Abdallah in der Fernsehsendung Galileo Mystery bekannt.
Außerdem  beachtet werden ihre Tätigkeiten für den Hörfunk. Bei Radio Multikulti arbeitete sie in der Redaktion von Tipps&Tickets, aber auch als Reporterin und Autorin für Metro, Café Global und FrühStück. Im Funkhaus Europa moderierte sie die Sendungen Nova und Cosmo.
Ihre Rolle bei Galileo Mystery, wo sie unter anderem die psychologischen Beweggründe historischer Figuren erklärte, wurde regelmäßig in der Fernsehcomedy Switch parodiert.
Balta lebt in Berlin.

## Einzelbelege
1. ↑  Sibel Balta | radiomultikulti vom rbb (Memento vom 18. Oktober 2007 im Internet Archive), abgerufen am 18. November 2009